# Мухометов, Ильдар Рафекович
Ильдар Рафекович Мухометов (21 сентября 1972, Москва, СССР) — российский хоккеист, вратарь. Мастер спорта России международного класса.

## Биография
Воспитанник СДЮШОР «Динамо». Дебютировал за родную команду в сезоне 1991/1992. В составе юниорской сборной СССР стал вторым призёром чемпионата Европы 1990, а в составе молодежной сборной СНГ в 1992 году стал чемпионом мира. За «Динамо» выступал вплоть до 1999 года, после чего один сезон играл в составе немецкого клуба «Ганновер Скорпионс». По возвращении в Россию Мухометов выступал за такие клубы, как «Нефтехимик», ЦСКА, «Северсталь» и «Крылья Советов» Всего на высшем уровне, включая матчи чемпионатов СНГ и Межнациональной хоккейной лиги провёл 405 матчей.
В сезоне 2009/2010 1 октября 2009 года провёл единственный матч на уровне КХЛ в составе казахстанского «Барыса». По окончании карьеры, Ильдар Мухометов занимал высокие должности в таких клубах как:
- «Барыс» — спортивный менеджер в сезоне 2012/2013
- ЦСКА — ассистент генерального менеджера в сезоне 2013/2014
- «Адмирал» — генеральный менеджер и ассистент генерального менеджера с 2015 по 2018 годы.

## Достижения на клубном уровне
- Чемпион России 1993, 1995
- Серебряный призер чемпионата России 1994, 1996, 1999
- Обладатель Кубка Межнациональной хоккейной лиги 1993, 1995, 1996
- Финалист Кубка Межнациональной хоккейной лиги 1994
- Финалист Кубка России 1999
- Финалист Кубка Европы 1992/93, 1993/94
- Финалист Евролиги 1996/97, 1997/98, 1998/99

## Достижения на уровне сборной
- Серебряный призер юниорского чемпионата Европы — 1990
- Победитель молодежного чемпионата мира — 1992